# 長岡京市立長岡第七小学校
長岡京市立長岡第七小学校（ながおかきょうしりつ ながおかだいしちしょうがっこう）は、京都府長岡京市今里北ノ町にある市立小学校。略称「七小（ななしょう）」、「長七小（ながしちしょう）」。

## 概要
長岡京市北部に位置する。長岡第三小学校から独立・分離し開校した。

## 沿革
- 1974年（昭和49年）
  - 4月 - 開校
  - 7月 - ことば・きこえの教室開設
- 1978年（昭和53年） - 校舎を増築
- 1980年（昭和55年）
  - 4月 - 長岡第十小学校開校により校区変更、米飯給食開始
- 1981年（昭和56年） - 校舎を増築
- 1998年（平成10年）10月 - コンピューター教室設置
- 1999年（平成11年）
  - 4月 - 図書館司書配置
  - 9月 - トイレ（1か所）のリニューアル工事完了
- 2005年（平成17年）4月 - 学校給食を一部民間委託
- 2006年（平成18年）10月 - コンピューター機器を更新
- 2008年（平成20年）9月 - 普通教室に空調設備導入
- 2011年（平成23年）2月 - 新校舎完成

## 主な進学先

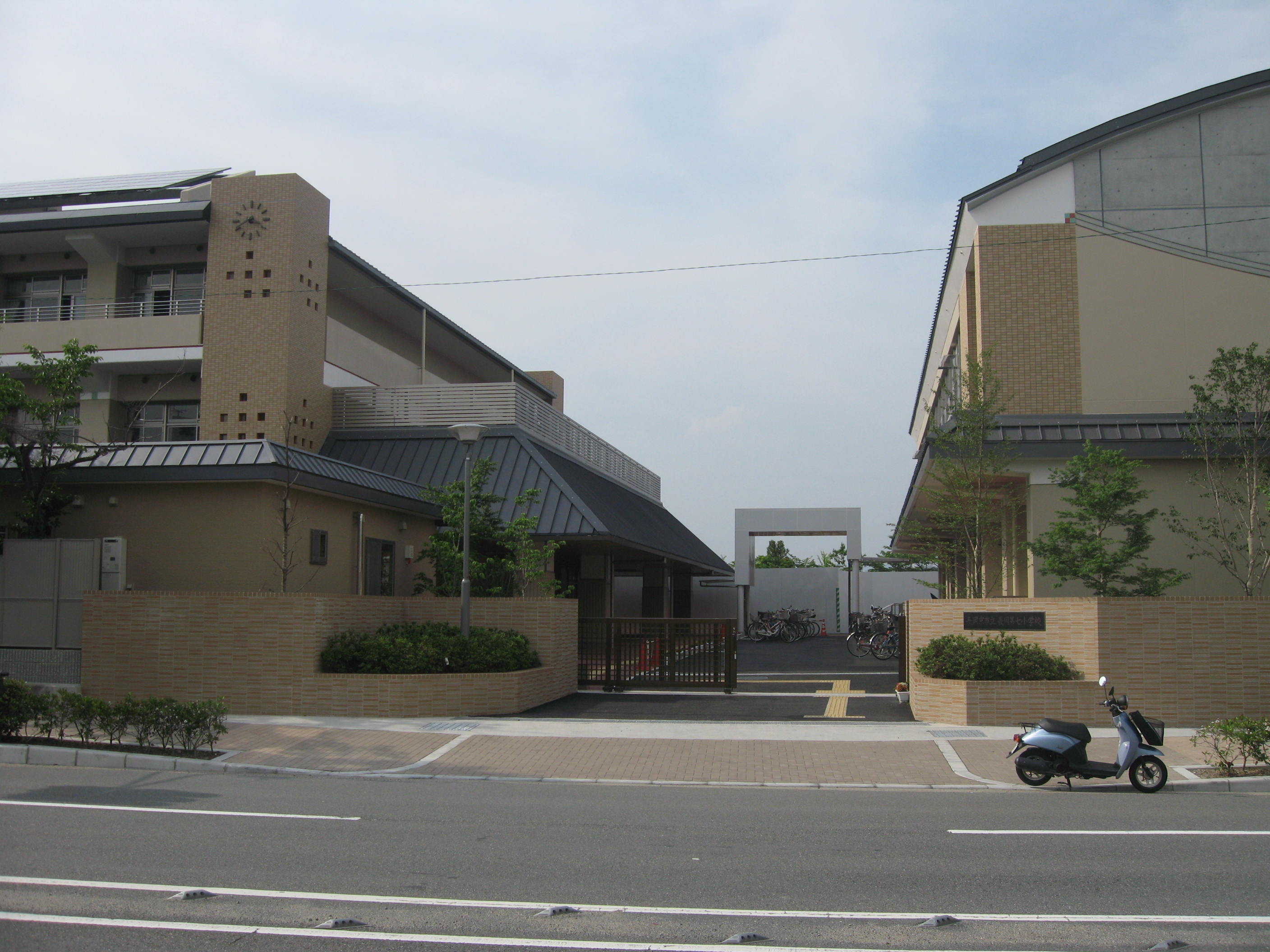
長岡第七小学校新校舎

- 長岡京市立長岡第二中学校

## 交通
- JR東海道本線 長岡京駅下車
- 阪急京都線 長岡天神駅下車

## 通学区域が隣接している学校
- 長岡京市立長岡第十小学校
- 長岡京市立長岡第三小学校
- 長岡京市立長岡第六小学校
- 長岡京市立神足小学校
- 向日市立第5向陽小学校
- 向日市立向陽小学校